# Schretstaken
Schretstaken er en kommune i det nordlige Tyskland, beliggende i Amt Breitenfelde under Kreis Herzogtum Lauenburg. Kreis Herzogtum Lauenburg ligger i delstaten Slesvig-Holsten.

## Geografi
I kommunen, der ligger ca. 10 km sydvest for Mölln, findes landsbyerne Groß- og Klein Schretstaken.